# Christopher Lawless
Christopher Lawless (Wigan, 4 de noviembre de 1995) es un ciclista británico. Debutó con el equipo Team Wiggins en 2015 y se retiró en 2023 militando en las filas del conjunto Lotto Dstny Development Team.

## Palmarés
2016
- 1 etapa del New Zealand Cycle Classic

2017
- ZLM Tour
- 1 etapa del Tour del Porvenir
- 1 etapa del Tour de Beauce
- 2.º en el Campeonato de Reino Unido en Ruta

2018
- 1 etapa de la Settimana Coppi e Bartali

2019
- Tour de Yorkshire

## Equipos
- Team Wiggins (2015)
- JLT Condor (2016)
- Axeon Hagens Berman (2017)
- Sky/INEOS[1] (2018-2020)
  - Team Sky (2018-2019)[2]
  - Team INEOS (2019-2020)[3]
  - INEOS Grenadiers (2020)
- Total (2021-2022)
  - Team Total Direct Énergie (2021)[4]
  - Team TotalEnergies (2021-2022)
- AT85 Pro Cycling (2023)[5]
- Lotto Dstny Development Team (2023)[6]